# Стефан III Великий

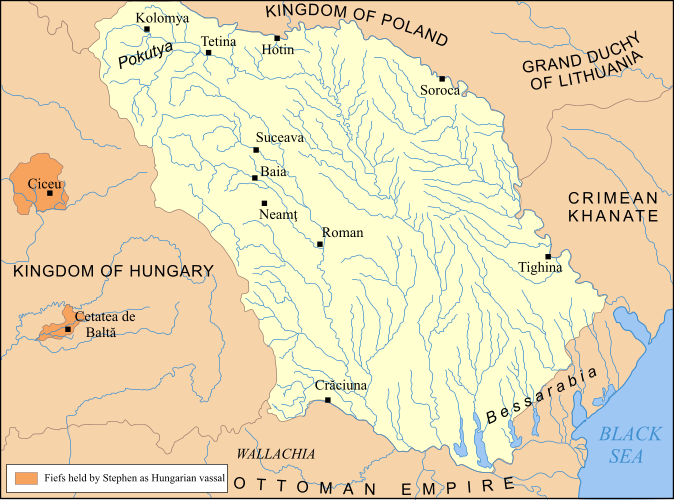
Молдавское княжество во времена правления Стефана Великого (ок. 1500)

Сте́фан III Вели́кий (также Ште́фан Вели́кий и Свято́й; рум. Ștefan cel Mare și Sfânt; молд. Штефан чел Маре ши Сфынт; з.-рус. Стефанъ воевѡда, 1429 — 2 июля 1504) — воевода молдавский (1457—1504) и господарь, один из самых видных правителей Молдавского княжества.
Стефан III «Великий» герой молдавской истории, почитаемым народом за святого, правил государством в течение 47 лет. На протяжении всего этого срока боролся за независимость Молдавского княжества, для чего проводил политику укрепления центральной власти, подавлял боярскую оппозицию. Успешно противостоял более сильным соперникам — Османской империи, Польскому и Венгерскому королевствам. Благодаря талантам Стефана III Великого как полководца, дипломата и политика, Молдавское княжество смогло не только сохранять независимость, но и стало значительной политической силой в Восточной Европе. Приходился сватом (родным отцом невестки) царю Иоанну Васильевичу III, и союзником господаря Валахии Влада Цепеша.

## Вступление на трон
Пётр III Арон, дядя Стефана Великого, убил своего родного брата, дабы захватить трон. Пётр Арон, как и ряд его предшественников, показал себя пассивным правителем, мало заботившимся о родном княжестве, экономическом развитии, укреплении обороноспособности. Даже относительно небольшая дань Турции оказалась для Молдовы тяжёлым бременем, а самоуправство бояр не позволяло Молдове нормально развиваться.
В 1457 году Стефан вошёл в Молдову во главе шеститысячного войска. Главные силы этого войска предоставил господарь Валахии Влад Цепеш. Войско Петра Арона было разгромлено сначала в битве у Должешть 12 апреля, а через два дня в битве у Орбик (возле Нямц). Сам Пётр Арон сбежал в Польшу. Таким образом, Стефан, которого, согласно летописям, приветствовало Собрание Страны Молдавской и благословил митрополит Феоктист, вступил на престол.

## Укрепление государства
Вступив на престол, новый господарь занялся укреплением государства и страны. Он предложил боярам, покинувшим страну, вернуться, обещав возвратить утраченную землю и привилегии. Он совершил несколько военных походов в Польшу. Грозя занять спорные территории, он вынудил Польшу заключить мирный договор.
Затем он ограничил влияние бояр и стал выкупать у них земли. С теми из них, кто проявлял недовольство, он поступал сурово. Так, известен случай, когда были казнены 40 бояр (20 «великих» и 20 «малых»). Крестьяне получили статус «вольных», что повлияло на усиление армии, так как крепостные не имели права служить в армии. Армия при Стефане была значительно улучшена и преобразована. Господарь и тут ограничил власть бояр, сделав так, что костяк армии подчинялся непосредственно ему. Были созданы артиллерийские части из иностранных наёмников. Было построено множество новых крепостей и укреплены уже существовавшие.
Письменные источники свидетельствуют о развитии земледелия, животноводства, виноградарства и пчеловодства. В господарских грамотах и торговых привилегиях часто упоминаются продукты рыболовства. Увеличение объёма земледельческой продукции требовало создания условий для реализации излишков. В городах Молдавского княжества были организованы торги, привлекавшие иностранных купцов. Были возрождены великие торговые пути, что привело к экономическому подъёму и расцвету городов. Развивалась транзитная торговля, приносившая выгоду стране посредством взимания таможенных сборов и платы за проезд по некоторым дорогам. Во времена Стефана развивались и ремёсла. Были распространены добыча и обработка металла, оружейное дело, гончарство, ткачество и др. Господарские грамоты свидетельствуют о добыче в стране различных руд. Большинство соляных копей находилось в предгорных зонах по течениям рек Молдова, Бистрица, по верхнему течению Прута.
Стефан Великий проводил жёсткую финансовую политику. Он выпустил две серии монет: гроши (молд. грошь) и полугроши (молд. жумэтате де грошь), которые чеканились на монетном дворе в Сучаве в 1457—1476 и 1480—1504 гг. из серебра высокой пробы.
Согласно найденным венецианским документам, во времена Стефана Великого молдавский флот присутствовал в Средиземном море и плавал в Венецию и Геную.

## Внешняя политика

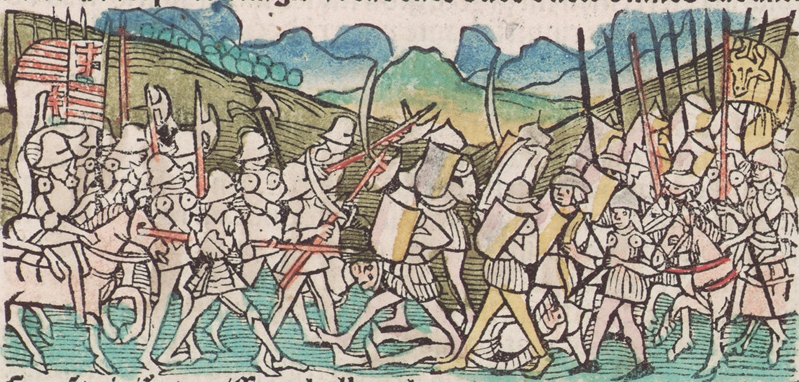
Битва с венгерским войском у Байи

В 1462 году был заключён новый мирный договор с Польшей. В 1462 году Стефан совершил поход в Трансильванию, которая находилась под властью Венгрии, и в которой скрывался Пётр Арон. Несмотря на то, что успех армии был значительным, Пётр Арон успел скрыться на территории Венгрии. В результате набега сложилась тяжёлая обстановка. С одной стороны Стефан напал на территорию, подвластную Венгрии, тем самым открыто идя на конфликт, с другой стороны Венгрия противостояла туркам, с которыми Стефан тоже не хотел мириться. Но после того, как Венгрия предала Влада Цепеша, который был вынужден бежать в Трансильванию из-за предательства бояр и восхождения на престол Валахии турецкого ставленника Раду Красивого, Стефан не стал медлить.
В 1462 году была предпринята неудачная попытка взятия Килии — приморской крепости Молдовы, контролируемой Венгрией. В 1465 году Стефан захватил Килию, в чём помогли ему сами горожане. Этим были усилены позиции Молдавии на нижнем Дунае, откуда можно было вести более активные действия против Валахии и защищать границу от османов. В 1466 году он поддержал антивенгерское восстание в Трансильвании. В ноябре 1467 года венгерский король Матей Корвин во главе сорокатысячного войска вторгся в Молдову. Но он потерпел поражение — располагавший примерно втрое меньшим войском Стефан умелыми действиями и тактикой вымотал венгров и разгромил их в ночной Битве у Байи. После этого Стефан вторгается в Трансильванию. Был пойман и казнён Пётр Арон, а также и другие возможные претенденты на трон Молдовы.

## Противостояние Османской империи
Несмотря на улучшение обстановки в стране, Молдавскому княжеству, как и всему христианскому миру, угрожала Османская империя. Стефан с помощью грамотной дипломатической политики сумел укрепить отношения с Крымским ханством, Мангупом и Каффой, которым также угрожала Турция. Это помогло ослабить напор турок на молдавские земли. В 1470 году хан Большой Орды, соперник Крымского хана, организовал набег на Молдову, но 20 августа 1470 года был разбит в сражении у Липника, а ханский сын был взят в плен.
В это время увеличилась угроза со стороны Турции, которая потребовала выплатить всю дань, которую Стефан не платил с 1470 года, а также предъявляла претензии насчёт приморских крепостей Молдовы. Также Турция увеличила в полтора раза дань. Стефан же отказался вообще выплачивать дань. Не прекращались также стычки с соседней Валахией, которой правил турецкий ставленник Раду Красивый. В 1473 году начинается открытая война с Валахией, в результате которой Стефан сверг Раду Красивого с престола, тем самым освободив Валахию от турецкого влияния. Но оно достаточно быстро возвратилось, из-за того что Лайота Басараб, которого Стефан посадил на трон Валахии, нарушил свои обещания о проведении антитурецкой политики.
Турция, желая покончить со Стефаном, собирает войско численностью 120 тысяч, под командованием Хадым Сулеймана-паши. В армии Стефана было около 40 тысяч воинов. Помимо этого, к нему присоединилось около 8 тысяч союзников. Молдавская армия отступала, применяя тактику «выжженной земли». Во время движения к городу Васлуй, армии Сулеймана-паши была устроена засада. 10 января 1475 года турки достигли молдавских лесных укреплений, которые были заранее подготовлены. Турки подверглись атаке армии молдаван. В то время, когда войска Сулейман-паши начали одолевать молдаван, с фланга ударили войска во главе со Стефаном. Турецкая армия была смята, во время попытки к бегству она попадала в ловушки, подготовленные молдавским войском. С тыла турок встретил резерв молдавской армии. Турецкая армия потерпела сокрушительное поражение, которое турецкие хроники назвали «самым крупным бедствием, обрушившимся на турок за всю мусульманскую эпоху». 25 января 1475 года Стефан Великий уведомил христианских правителей Европы о победе и обратился к ним за помощью в борьбе против турок. Европейские державы не предоставили помощь Молдавии.

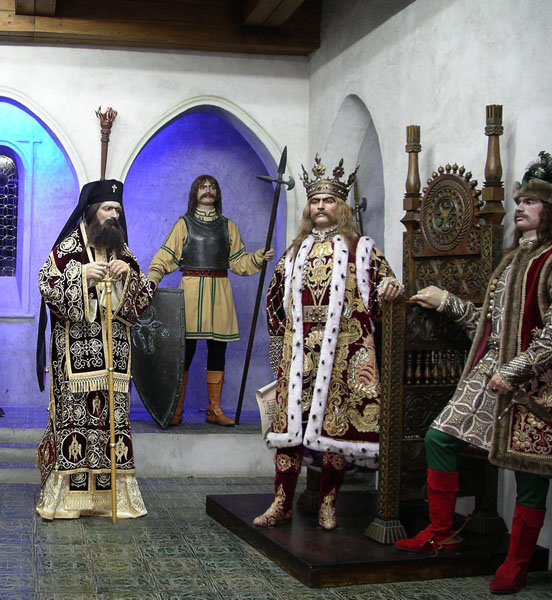
Реконструкция тронного зала Стефана Великого

Однако положение Молдовы все ещё оставалось напряжённым. Летом 1475 года турки захватили Каффу и семь её колоний на Чёрном море, а позже и княжество Мангуп, чем лишили Стефана союзников — крымских татар и превратило их в ещё одного врага. Численность новой турецкой армии составляла около 150 тыс. воинов. Новый поход на Молдову начался в 1476 году, но молдавская армия, численностью примерно 40 тысяч человек, не дала туркам переправиться через Дунай. В это время Стефану пришлось перебросить главные силы против набегов крымских татар, которые напали на Молдову по приказу турецкого султана. Войска татар были уничтожены, и Стефан опять вернулся на Дунай, но остановить переправу турок уже не смог. Молдавская армия снова прибегла к тактике «выжженной земли» и молниеносных атак, чем сильно изматывала войска султана. Однако генеральное сражение всё-таки было дано: 26 июля 1476 года в сражении при Белой долине молдавская армия потерпела поражение. Но быстрая мобилизация позволила Стефану собрать новую 16000 армию. Турки безуспешно попытались взять Сучаву, а затем и несколько крепостей. Снабжать многочисленную армию стало сложно, из-за постоянных атак молдавских конников на обозы. Султан вынужден был повернуть армию обратно.
С 1480 года начинаются переговоры с Великим князем московским Иваном III, о союзе, который должен был скреплён династическим браком между дочерью Стефана Еленой и Иваном Молодым, сыном Ивана III. Брак состоялся в 1482 году. Союз Московского царства, Крымского ханства и Молдавии был направлен против Польши и Литвы.
В 1484 году турки, усилившие свои позиции на море, смогли захватить молдавские крепости Четатя-Албэ (Белгород-Днестровская крепость) и Килию. В 1485 году Стефан был вынужден отправиться за помощью в Польшу и воздать почести Казимиру IV как своему сюзерену. Воспользовавшись его отсутствием, турецкая армия совершила набег на Молдову, дойдя до столицы — Сучавы. Но срочно вернувшийся Стефан смог отбить турецкий набег, нанеся поражение армии турок у озера Катлабуг. В 1486 году был совершён ещё один набег у Шкее, отбитый Стефаном.

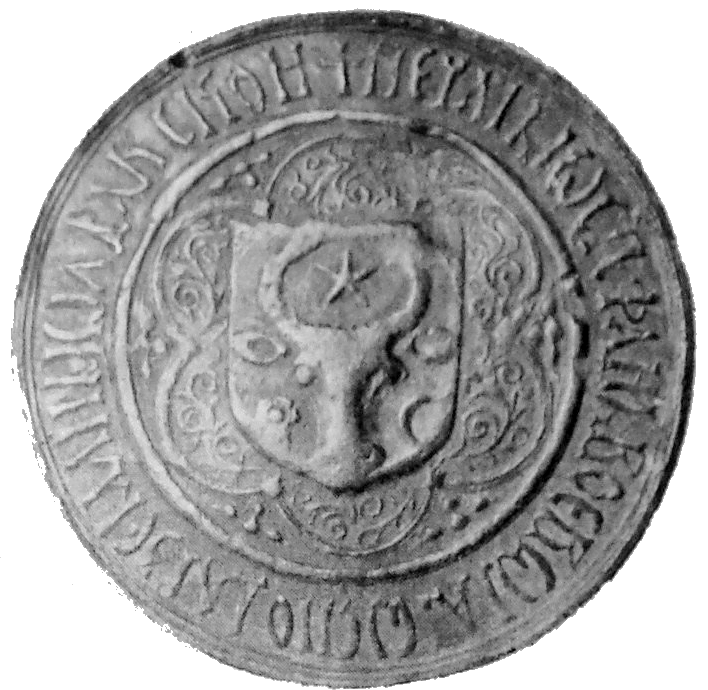
Печать Стефана Великого «Печать iω Стефанъ Воевωда гωсподар Земли Мωлдавскои»

В 1487 году состоялось заключение польско-турецкого соглашения, что привело к обострению отношений между Польшей и Молдовой. В 1497 году войска Польши под предлогом попытки отобрать у Турции крепости Килия и Четатя-Албэ вторгаются на территорию Молдовы. Однако, польская армия направилась к Сучаве и попыталась её осадить. Армия Стефана окружила поляков, но не стала их уничтожать, дав возможность им вернуться в Польшу. Близ Козминского леса поляки нарушили условия отступления, что дало возможность Стефану напасть на них и разбить. Этой победе способствовал и военно-политический союз с Московским царством, который был скреплён браком Ивана Ивановича Молодого, сына Ивана III Васильевича, с дочерью Стефана III Великого — Еленой «Волошанкой». Литовская армия, спешившая на соединение с поляками, вернулась после угроз Ивана III.
Результатом этих событий стало новое соглашение с Польшей, которое было намного выгодней для Молдовы, чем прошлое. Оно было заключено в 1499 году и не содержало упоминаний о каком бы то ни было вассалитете. Независимость и равноправие Молдавского княжества как субъекта в международных отношениях признала и Венгрия.

## Стефан как защитник православия

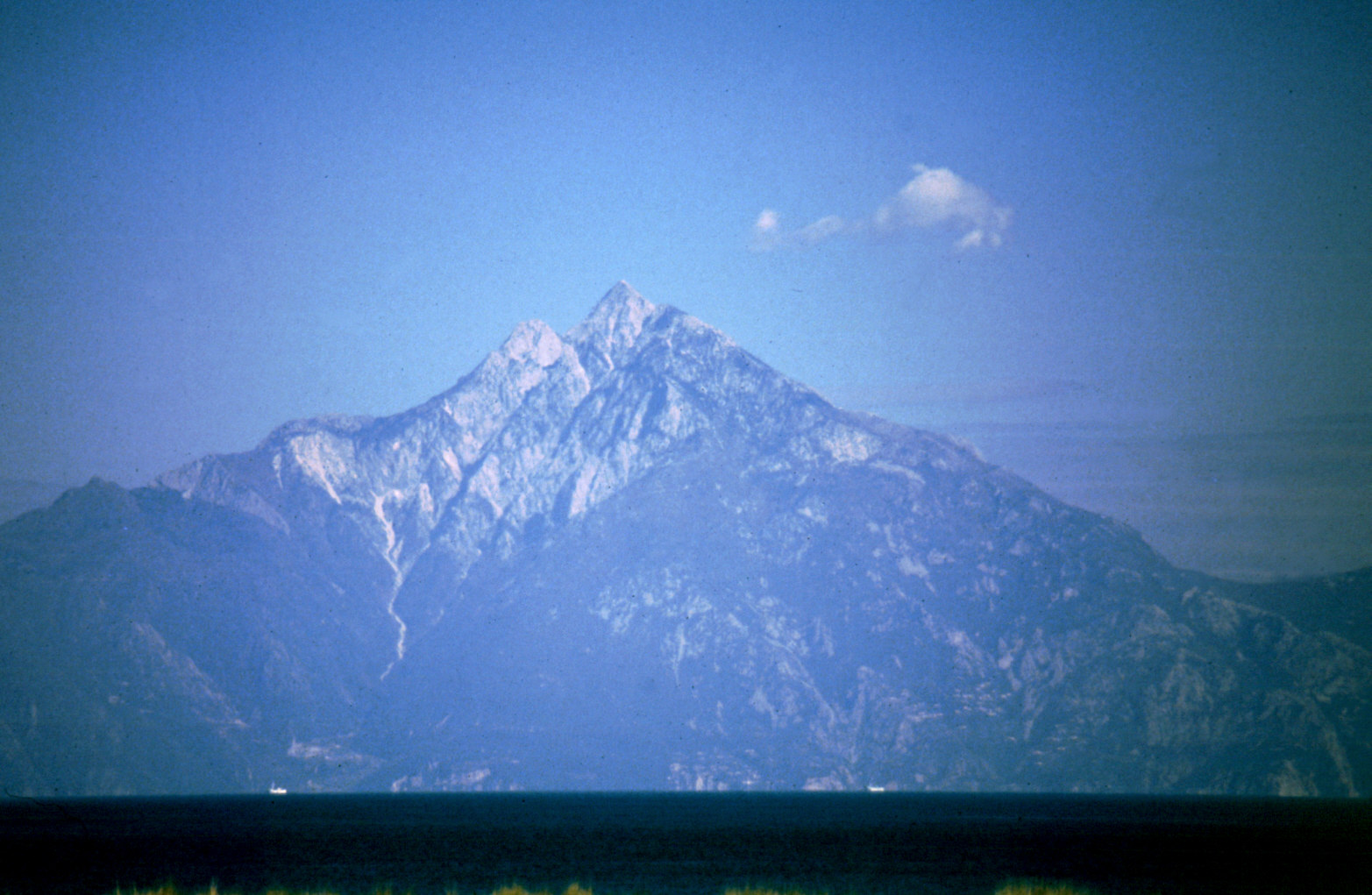
Вид на Афон с моря

После падения Византии в 1453 году православный мир лишился центра и опоры. В это время поднялось значение Афона как столпа православия, который оставался в сложном положении. Молдова в этот период являлась данником Турции, и Стефан использовал всё своё влияние, чтобы спасти Афон. Молдова, несмотря на войны, была богатой страной, так как через её территорию проходили торговые пути на Восток, охраняемые господарём. Стефан использовал богатства Молдовы, чтобы поддержать афонские монастыри.
Он предоставил молдавские земли взамен тех, что были захвачены турками.
Особое внимание Стефан уделял восстановлению святынь в Афоне. Так, в результате исследований, было установлено, что именно Стефан в XV веке возродил монастырь Зограф. Он построил здесь соборную церковь, пристань, трапезную. Он передал во власть Зографа молдавские монастыри Каприяна и Добровэц. Одной из главных святынь монастыря Зограф было знамя Стефана Великого, по преданию, изготовленное его дочерью Еленой. На знамени изображён Георгий Победоносец — покровитель и защитник молдавского господаря.
В 1472 году Стефан построил башню в монастыре Ватопед, где сохранился барельеф, изображающий господаря и его герб. Стефан построил акведук, крестильню в монастыре Святого Павла. Стефан восстановил также здания монастыря Святого Павла. За все его дары и заслуги он был титулован вторым ктитором монастыря.
В 1992 году Румынская православная церковь канонизировала Стефана в лике святых, память совершается 2 июля.

## Место Стефана Великого в истории Молдовы

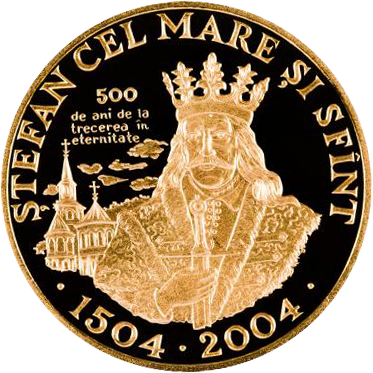
Золотая памятная монета Молдавии, 2004 год

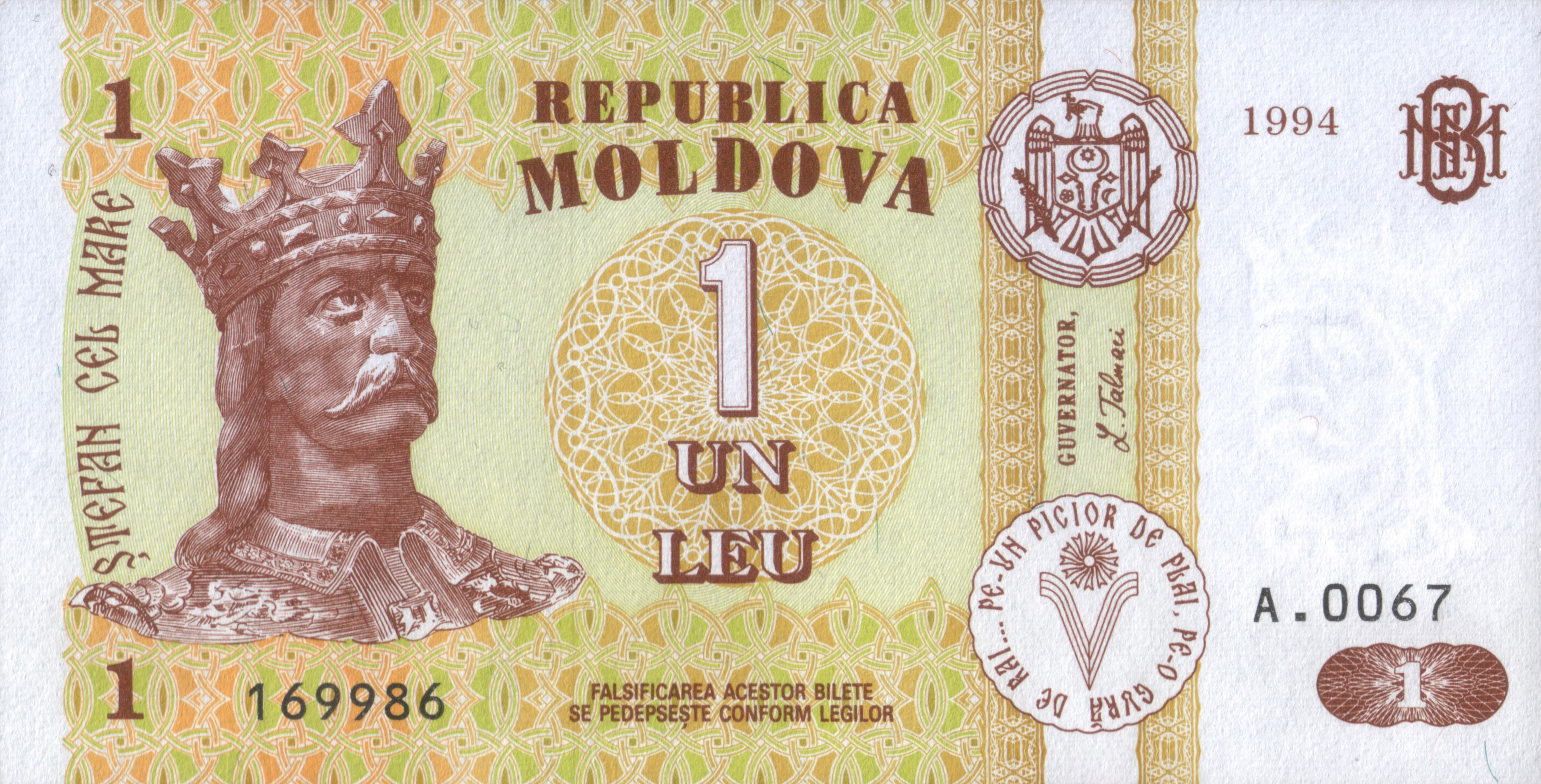
Банкнота достоинством 1 лей Республики Молдова

Стефан Великий скончался 2 июля 1504 года. Он был похоронен в построенном им монастыре Путна. В период правления Стефана Великого Молдова достигла небывалых успехов в своём развитии. С ним стали считаться на международной арене. Благодаря умелому правлению Стефана, Молдова, несмотря на непрекращающиеся войны, достигла экономического расцвета. Стефан проявил себя отличным дипломатом, умело играя на политической арене и отстаивая интересы своей страны.
Талант Стефана как полководца не оставляет сомнения: господарь успешно противостоял более сильным соперникам — Османской империи, Польше, Венгрии. Господарём были построены новые крепости — Сороки, Орхей, Хотин и Четатя-Албэ.
В некоторых более поздних нелетописных источниках Стефану приписывается также строительство крепости в Тигине (ныне городе Бендеры), однако при этом не приводятся какие-либо ссылки на свидетельства, нет данных о времени и условиях её возведения или характеристиках.
Помимо прочего, он значительно поднял молдавскую культуру. Основал множество новых церквей и монастырей, среди которых Добровэц, Нямц, Бистрица, Воронец и др.

## Интересные факты
- В селе Кобыльня Шолданештского района растёт дуб, называемый «Дубом Стефана». По легенде, у этого дуба господарь отдыхал после одной из битв[16].
- В честь Стефана III Великого была названа подпольная антисоветская организация Лучники Штефана.
- 2004 год был объявлен президентом Молдавии Владимиром Ворониным годом Стефана III Великого. В 2004 году исполнилось 500 лет со дня смерти господаря[17].
- В авиапарке компании Air Moldova с 10 мая 2010 года находился лайнер Embraer 190, который был назван в честь Стефана III Великого (молд. Ştefan cel Mare şi Sfânt)[18].
- Стефан Великий был близким другом, родственником (кузеном) и верным союзником Влада III Цепеша (Дракулы) (URL Матей Казаку Дракула / Dracula: suivi du capitaine vampire (Переводчик: В. Удовиченко) — М.: Этерна, 2011 г. ISBN 978-5-480-00195-2, ISBN 2-84734-143-9)

## Память

### В литературе
Эпоха и жизнь Стефана Великого была увековечена во многих литературных произведениях, в частности:
- «Закат солнца» («Apus de soare») (1909 г.) Барбу Штефанеску.
- Трилогия «Братья Ждер» («Fraţii Jderi») (1935—1942 гг.) Михая Садовяну.
- «Жизнь Стефана Великого» («Viața lui Ștefan cel Mare») (1934 г.) Михая Садовяну.

### В кино
- «Братья Ждер (фильм)[рум.]» (1974 г.) В роли Стефана Великого — Георге Козорич.
- «Штефан Великий – 1475 год» (1975 г.) в главной роли — Георге Козорич.
- «София» (2016 г.). В роли Стефана Великого — Александр Балуев.
- «Штефан Великий. История Молдовы» (2018). В роли Стефана Великого — Степан Котенко (ребёнок), Роман Малый (В молодости), Виктор Зурбалюк (в зрелом возрасте)[19]

### Памятники Стефану Великому
В сентябре 2014 года в Криуленах был открыт второй, на тот момент, по высоте памятник молдавскому господарю.

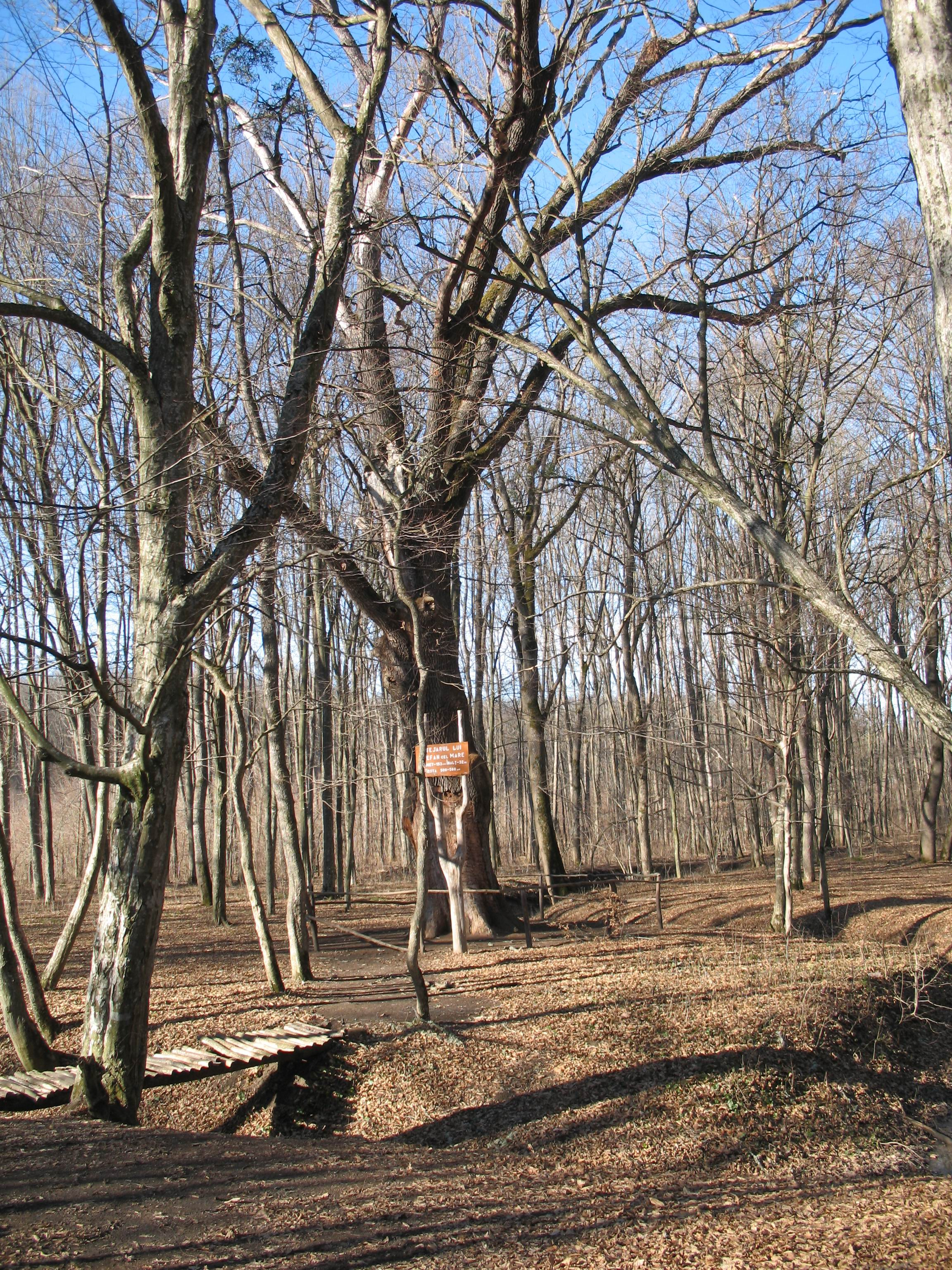
Дуб Стефана Великого
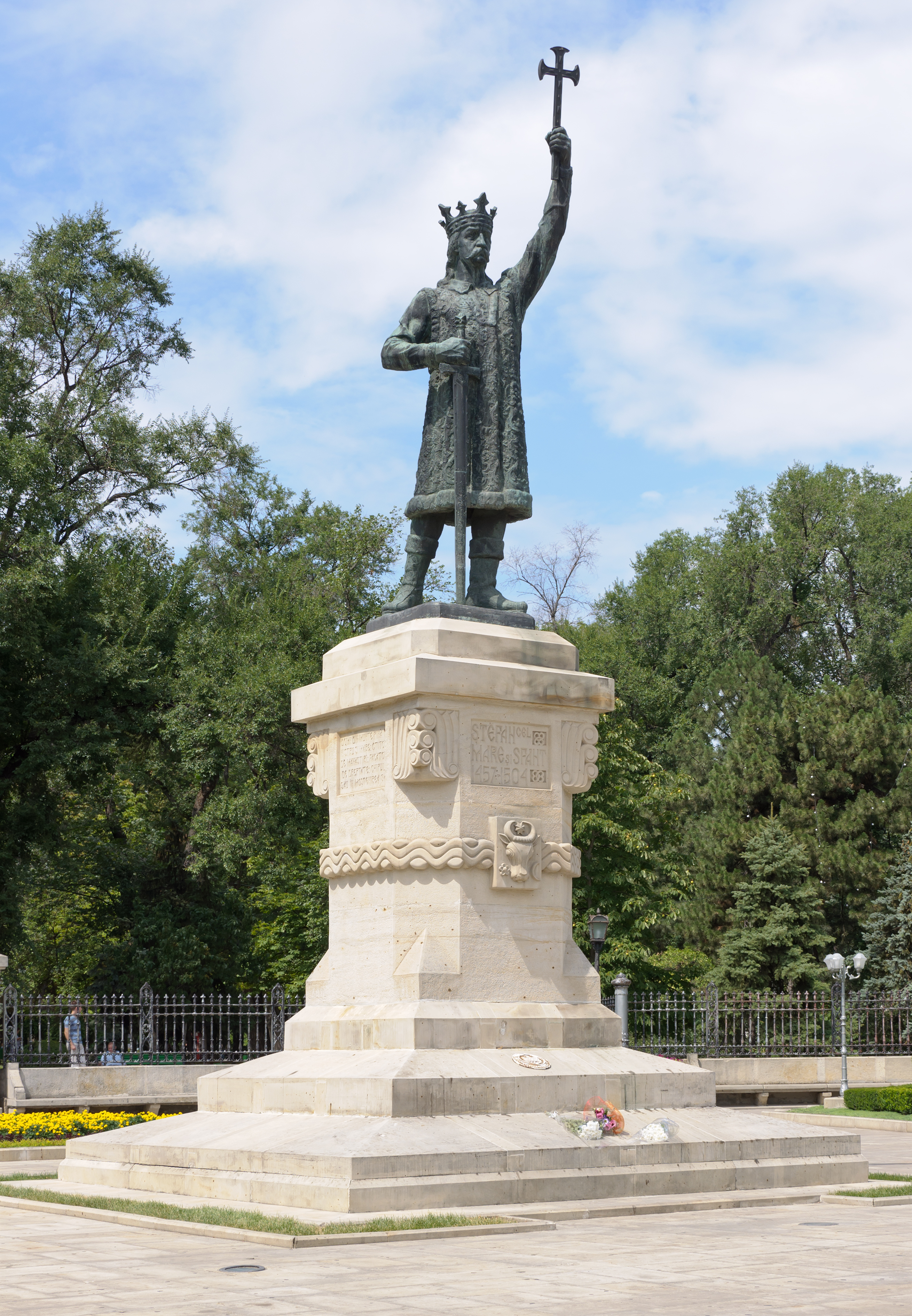
Памятник Стефану III Великому в Кишинёве, 1928 год
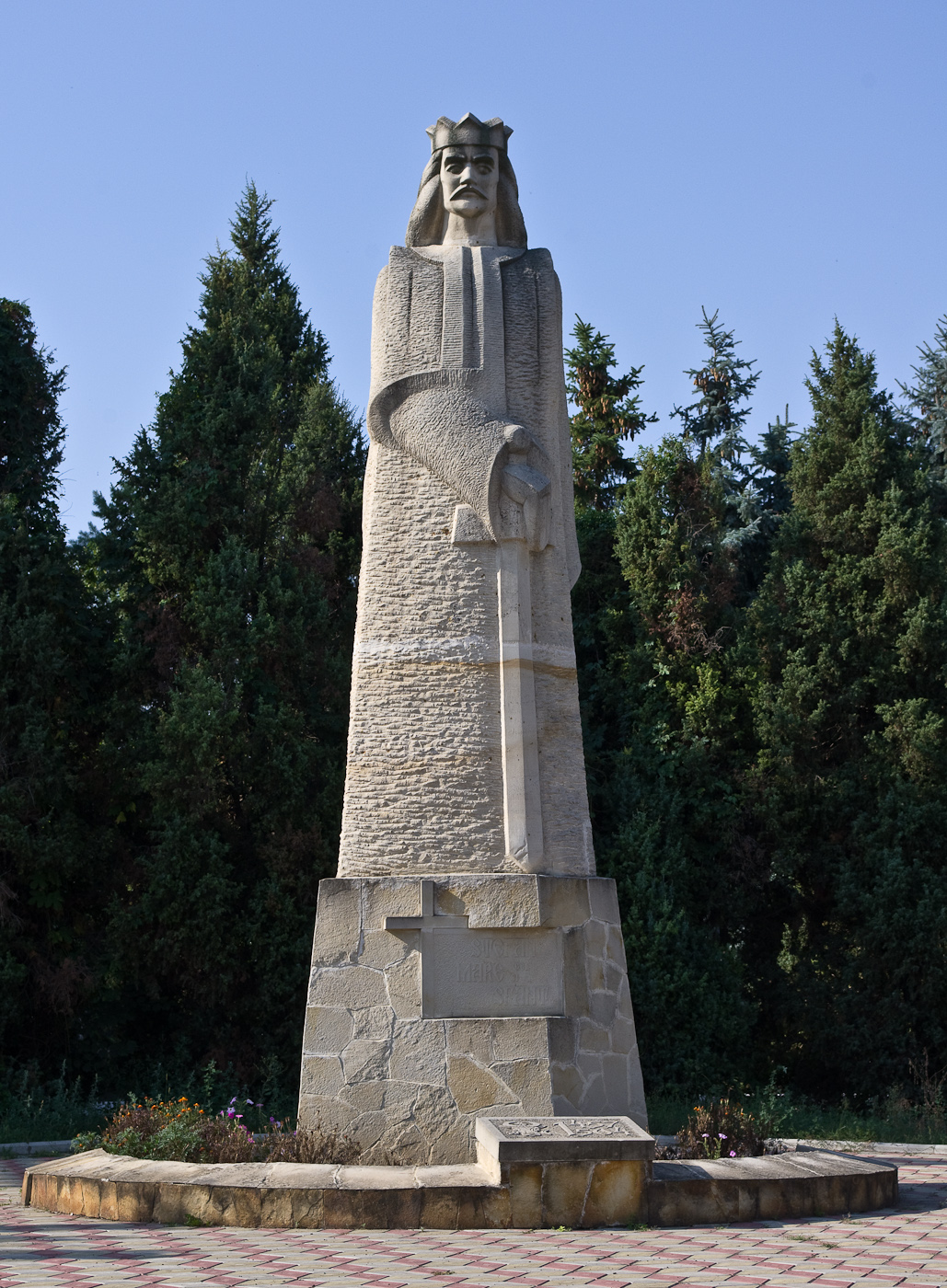
Памятник Стефану III Великому в Новых Аненах
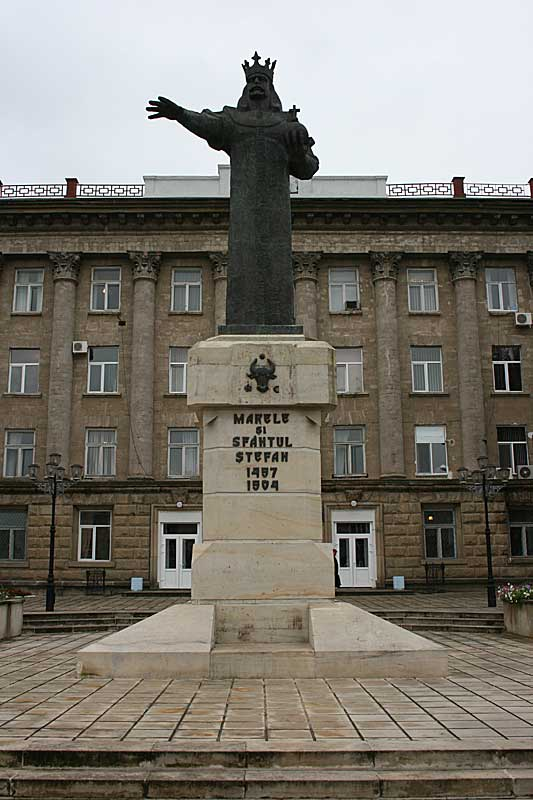
Памятник Стефану III Великому в Бельцах
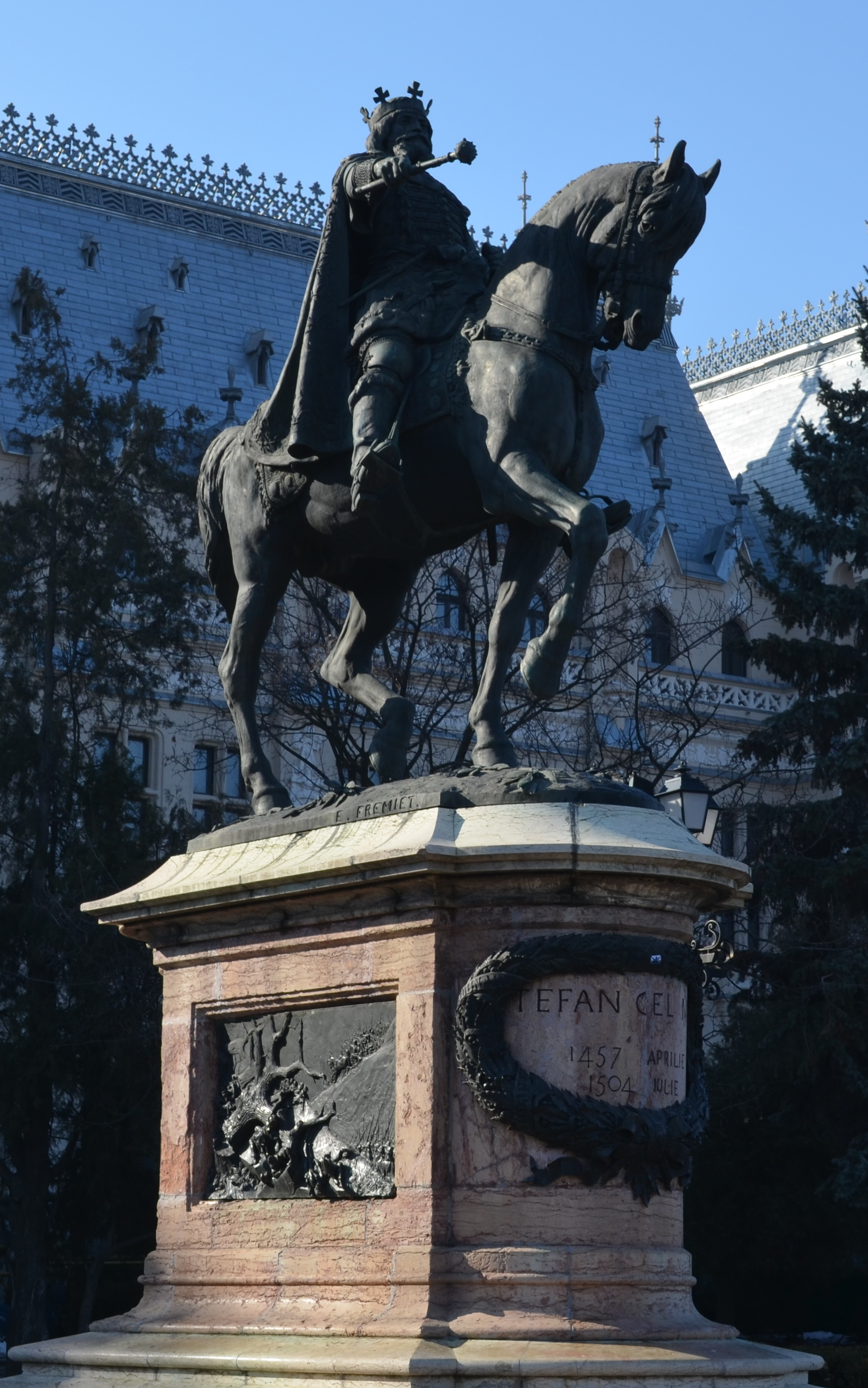
Памятник Стефану Великому в Яссах , перед Дворцом Культуры
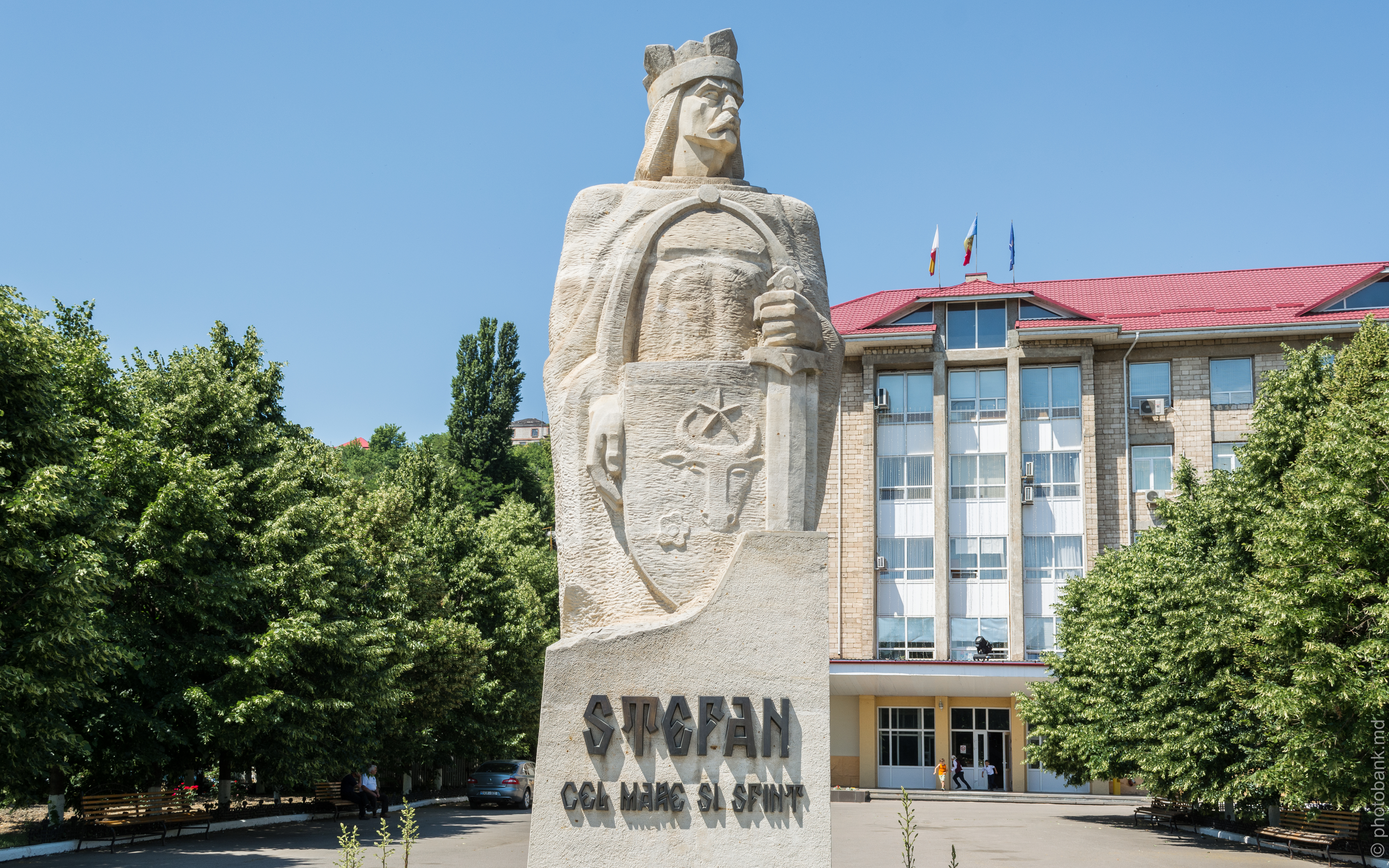
Сороки, памятник Штефану чел Маре Monumentul lui Stefan cel Mare din Soroca Stefan cel Mare monument in Soroca

### В филателии

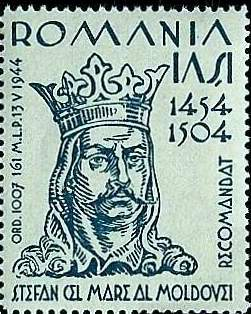
Румынская марка с изображением Стефана
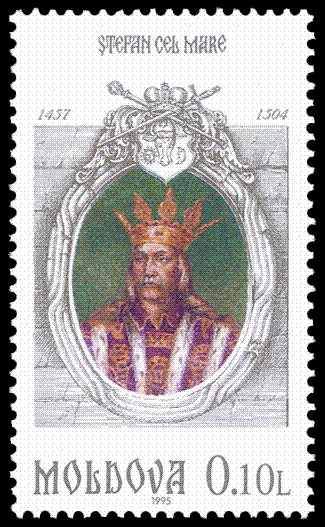
Почтовая марка Молдовы, 1995 год
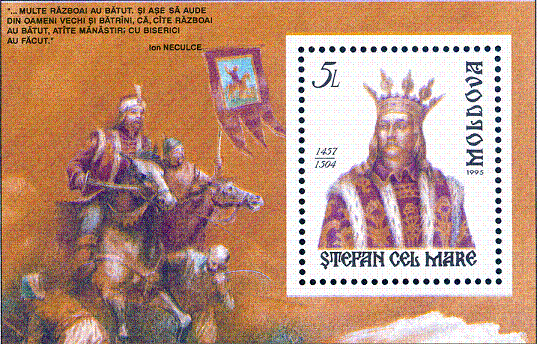
Почтовый блок Молдовы, 1995 год
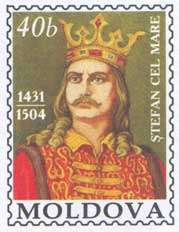
Почтовая марка Молдовы, 2001 год
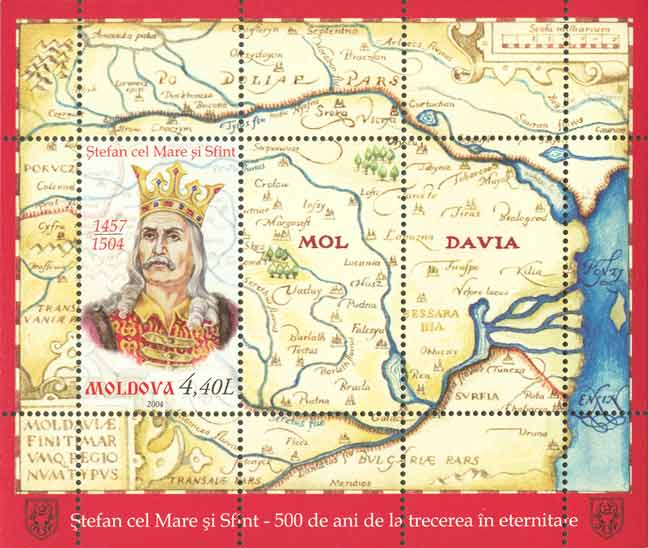
Почтовый блок Молдовы, 2004 год
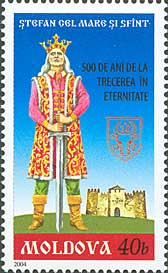
Почтовая марка Молдовы, 2004 год
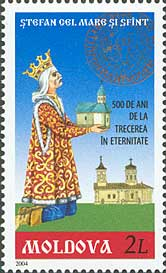
Почтовая марка Молдовы, 2004 год
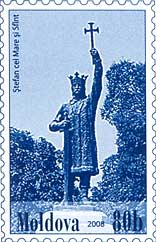
Почтовая марка Молдовы, 2008 год

### В песнях
- в гимне Румынии (и Молдовы до 1994 года) «Deşteaptă-te, române» упоминается доблесть Стефана Великого.
- Молдавская рок-группа Che-MD написала несколько песен о Стефане Великом. Среди них Славэ Нямулуй Водэ и Воевод. В песнях воспеваются темперамент и заслуги правителя.